# Polysteganus praeorbitalis
Polysteganus praeorbitalis és un peix teleosti de la família dels espàrids i de l'ordre dels perciformes.

## Morfologia
Pot arribar als 90 cm de llargària total i als 7,800 g de pes.

## Distribució geogràfica
Es troba a les costes occidentals de l'oceà Índic: des de Beira (Moçambic) fins a Algoa Bay (Sud-àfrica).